# Sisavan
Sisavan là một đô thị thuộc tỉnh Ararat, Armenia. Dân số ước tính năm 2011 là 2273 người.